# King Gnu 井口理のオールナイトニッポン0(ZERO)
『King Gnu井口理のオールナイトニッポン0(ZERO)』（キングヌーいぐちさとるのオールナイトニッポンゼロ）は、ニッポン放送のバラエティ番組。

## 概要
自身が所属しているバンド『King Gnu』のメジャーデビューアルバム『Sympa』がオリコン週間アルバムランキングで4位にランクインした事や、2019年1月に単発で放送された『King Gnu 井口理のオールナイトニッポン0(ZERO)』の反響を受け、金曜日（木曜日深夜）のパーソナリティを担当することが、2019年3月13日に行われた新パーソナリティ発表記者会見にて発表された。
また放送時には、ライブ＆動画コミュニティアプリ『MixChannel』にてラジオの放送開始と同時にスタジオ内の映像が生中継される。
Twitterなど、SNS上でのハッシュタグは「#井口理ANN0」。
2020年2月28日（27日深夜）放送分にて、番組が2020年3月27日（3月26日深夜）放送分にて最終回を迎える事が発表された。
こうして、2020年3月27日（3月26日深夜）に最終回を迎え、その終了直前に井口は「みんなありがとう。1年間、良く続けられたなって感じですけど、自分としては」とした上で「楽しかったです!会いたい人にも会えたし。思い残すことが何もないという感じです」と感想を述べた上で、「お世話になりました!ありがとうございました!皆さん、お元気で!」と締めくくり、1年間の番組の歴史に終止符が打たれた。
2023年2月1日、オールナイトニッポンの55周年を記念した特別プログラム『オールナイトニッポン55周年記念 オールナイトニッポン55時間スペシャル』内でかつてゲストとしてこの番組に出演したaikoとタッグを組む形で一夜限りの復活を発表。『aikoと井口理のオールナイトニッポン』として同年2月19日の21:00 - 23:00に放送された。

## 放送時間
- 金曜日 3:00 - 4:30（木曜日深夜）

## パーソナリティ
- 井口理 (King Gnu)

## コーナー
CV：井口理
井口が声優・吹き替え俳優を目指し、声の演技力を鍛えるために、リスナーから簡単なシナリオを送ってもらうコーナー。
Midnight Education
リスナーが抱える性の想いを、井口を介して吐き出してもらう、真夜中の性のセラピーコーナー。

## 終了したコーナー
センキュ!
井口がライブの際に曲の締めに使用する言葉である『センキュ!』。この言葉を使用して締めたいリスナーの日常の出来事を募集する。『アルフォート』のコーナーの発足に伴い、2019年9月6日放送分にて終了。
アルフォート!
King Gnuの楽曲『傘』がブルボンの製造するビスケット菓子『アルフォート』のCMソングに起用された事から発足されたコーナー。『アルフォート』とは『冒険』『夢』『ロマン』をイメージして作られた造語であり、これに因んだリスナーの『冒険』『夢』『ロマン』を感じた瞬間を募集する。また、このコーナーでメールが読まれたリスナーには井口が選んだ味を含めたアルフォートの詰め合わせセットが贈られる。

## 出来事
- 2019年6月14日の放送では、井口が敬愛しているバンド、ポルノグラフィティの活動20周年を記念したカラオケ企画『King Gnu 井口理 presents 勝手にポルノグラフィティ20th Anniversary Radio』を開催。『ミュージック・アワー』『Winding Road』、リスナーからのリクエストでRADWIMPSの『有心論』を歌唱したほか、ラジオネーム『エーオー(AO)』名義でポルノグラフィティのボーカルである岡野昭仁から番組にリクエストメールが送られ、リクエストされた『サボテン』を歌唱した。
- 2019年7月11日と18日の放送はニッポン放送のみ『第25回参議院議員通常選挙 東京都選挙区政見放送』を放送するため04:20までの短縮放送。なおMixChannelでのスタジオ中継とニッポン放送以外のフルネット局は裏送りで通常通り04:30まで放送/配信された。
- 2019年11月15日（14日深夜）の放送では井口が体調不良のため欠席、代わりに同じバンドメンバーである勢喜遊がピンチヒッターを担当。さらにゲストとして、踊Foot WorksからPecori、Tondenheyが出演した。
- 2020年2月21日（20日深夜）の放送で、井口がゲストのaikoと「カブトムシ」をデュエットし、その映像がSNS等で拡散され、話題となった。
- 2020年03月13日の放送では前年6月14日の放送に引き続き、ポルノグラフィティの活動21周年を記念したカラオケ企画『King Gnu 井口理 presents 勝手にポルノグラフィティ21st Anniversary Radio』を開催[3]。『アポロ』『Zombies are standing out』を歌唱後、前回に引き続きポルノグラフィティのボーカルである岡野昭仁からリクエストメール＆音声コメントが届き、その後『ミュージック・アワー』を歌唱していたが、途中から岡野本人がサプライズで登場。その後、岡野と井口のツインボーカルで『アゲハ蝶』を歌唱した[4]。
- 2020年03月27日の放送（最終回）にて、リスナーの通称が「常田メン」に決定した。[5]

## ゲスト
- 2019年7月26日 - 新井和輝（King Gnu）
- 2019年8月30日 - 常田大希、勢喜遊、新井和輝（King Gnu）
- 2019年9月20日 - 松任谷由実（コメント出演）
- 2019年10月4日 - 勢喜遊（King Gnu）、岡村隆史（自身の番組終了直後、番組冒頭に出演）
- 2019年10月11日 - 綾野剛、岡村隆史（自身の番組終了直後、番組冒頭に出演）、常田大希（King Gnu、電話出演）
- 2019年10月18日 - aiko
- 2019年11月1日 - chelmico
- 2019年11月29日 - 岡村隆史（自身の番組終了直後、番組冒頭に出演）
- 2019年12月06日 - 常田大希（King Gnu、番組冒頭に出演）
- 2019年12月13日 - 新井和輝（King Gnu）
- 2020年2月21日 - aiko
- 2020年3月13日 - 岡野昭仁（ポルノグラフィティ）
- 2020年3月20日 - 岡村隆史

## 代理番組

### 2019年
- 11月8日 - 根本宗子・長井短
- 11月15日 - 勢喜遊（King Gnu）、Pecori、Tondenhey（踊Foot Works）
- 12月27日 - ハルカミライ

### 2020年
- 1月3日 - 森七菜

## ネット局と放送時間
| 放送対象地域  | 放送局                    | 放送期間       | 放送時間                   | 備考       |
| ------------- | ------------------------- | -------------- | -------------------------- | ---------- |
| 関東広域圏    | ニッポン放送（LF） 制作局 | 2019年4月4日 - | 金曜 3:00 - 4:30(木曜深夜) | 同時ネット |
| 北海道        | STVラジオ（STV）          | 2019年4月4日 - | 金曜 3:00 - 4:30(木曜深夜) | 同時ネット |
| 宮城県        | 東北放送（TBC）           | 2019年4月4日 - | 金曜 3:00 - 4:30(木曜深夜) | 同時ネット |
| 茨城県        | 茨城放送（IBS）           | 2019年4月4日 - | 金曜 3:00 - 4:30(木曜深夜) | 同時ネット |
| 栃木県        | 栃木放送（CRT）           | 2019年4月4日 - | 金曜 3:00 - 4:30(木曜深夜) | 同時ネット |
| 滋賀県 京都府 | KBS滋賀 京都放送（KBS）   | 2019年4月4日 - | 金曜 3:00 - 4:30(木曜深夜) | 同時ネット |
| 兵庫県        | ラジオ関西（CRK）         | 2019年4月4日 - | 金曜 3:00 - 4:30(木曜深夜) | 同時ネット |
| 高知県        | 高知放送（RKC）           | 2019年4月4日 - | 金曜 3:00 - 4:30(木曜深夜) | 同時ネット |
| 福岡県        | 九州朝日放送（KBC）       | 2019年4月4日 - | 金曜 3:00 - 4:30(木曜深夜) | 同時ネット |
| 香川県        | 西日本放送（RNC）         | 2019年4月4日 - | 金曜 3:00 - 4:00(木曜深夜) | 同時ネット |
| 愛媛県        | 南海放送（RNB）           | 2019年4月4日 - | 金曜 3:00 - 4:00(木曜深夜) | 同時ネット |

## スタッフ
- ディレクター：舟崎彩乃（MIXZONE）
- 構成：髙橋亘（トゥルーマン翔)